# Pascale Petit
Pascale Petit, all'anagrafe Anne-Marie Petit (Parigi, 27 febbraio 1938), è un'attrice francese, in auge particolarmente fra gli anni cinquanta e gli anni sessanta.
Nel 1958 vinse il Prix Suzanne Bianchetti destinato alla miglior promessa del cinema francese.
Nel 1967 e nel 1968 venne ritratta nelle pagine del periodico Playmen. Apparve anche sulla copertina di Stern.
Attiva fra il 1956 e il 1991 anche in televisione, è ricordata per le sue interpretazioni in alcuni film di genere erotico. Fu sposata con l'attore belga Giani Esposito, da cui ebbe una figlia, Douchka, divenuta anch'essa attrice.

## Biografia
Nata a Parigi, Pascale Petit trascorse l'adolescenza a Vaires-sur-Marne. Ha un fratello e una sorella più giovani. Debuttò nel cinema nel 1957 sotto la direzione di Raymond Rouleau in Le vergini di Salem. Fu tuttavia la sua interpretazione nel film Peccatori in blue-jeans (1958) di Marcel Carné che la fece conoscere al grande pubblico, dandole una tale notorietà che le valse il premio Suzanne Bianchetti (edizione 1958), come migliore promessa femminile del cinema francese.
La Petit sposò in seconde nozze il poeta e attore teatrale di origine napoletana Giani Esposito. Prima di divorziare, la coppia ebbe una figlia, Duska Bojidarka, divenuta poi cantante e attrice per la Disney France con il nome di Douchka.
A metà degli anni sessanta la carriera cinematografica della Petit virò verso una produzione di b-movie girati particolarmente in Germania e Italia, paesi nei quali l'attrice acquisì quindi una certa notorietà. Una popolarità che andò invece scemando nel suo paese natale. Un tentativo di ritornare al cinema a grandi livelli nel 1971, con il film Cronaca erotica di una coppia non ebbe esito felice, così come un insuccesso si rivelò il tentativo da parte dell'artista di avvicinarsi al mondo della musica leggera.

## Filmografia parziale
- Le vergini di Salem (Les Sorcières de Salem), regia di Raymond Rouleau (1957)
- Tahiti ou la joie de vivre, regia di Bernard Borderie (1957)
- Una vita (Une vie), regia di Alexandre Astruc (1958)
- Peccatori in blue-jeans (Les Tricheurs), regia di Marcel Carné (1958)
- Le donne sono deboli (Faibles femmes), regia di Michel Boisrond (1959)
- Julie (Julie la rousse), regia di Claude Boissol (1959)
- Una ragazza per l'estate (Une fille pour l'été), regia di Édouard Molinaro (1960)
- L'affare di una notte (L'affaire d'une nuit), regia di Henri Verneuil (1960)
- Vers l'extase, regia di René Wheeler (1960)
- Lettere di una novizia, regia di Alberto Lattuada (1960)
- La notte e il desiderio (Les Démons de minuit), regia di Marc Allégret, Charles Gérard (1961)
- Un branco di vigliacchi, regia di Fabrizio Taglioni (1962)
- L'amore impossibile (La Croix des vivants), regia di Ivan Govar (1962)
- Una regina per Cesare, regia di Piero Pierotti, Viktor Tourjansky (1962)
- La banda degli inesorabili (Règlements de compte), regia di Pierre Chevalier (1963)
- Come sposare un primo ministro (Comment épouser un premier ministre), regia di Michel Boisrond (1964)
- Les Siffleurs, regia di Eino Ruutsalo (1964)
- Jaguar... professione spia (Corrida pour un espion), regia di Maurice Labro (1965)
- Zwei girls von roten stern), regia di Sammy Drechel (1965)
- Spie contro il mondo (Gern hab' ich die Frauen gekillt), regia di Alberto Cardone, Robert Lynn (1966)
- I dolci vizi... della casta Susanna (Susanne, die Wirtin von der Lahn), regia di Franz Antel (1967)
- Venere va alla guerra (Fast ein Held), regia di Rainer Erler (1967)
- Joe... cercati un posto per morire!, regia di Giuliano Carnimeo (1968)
- Susanna... ed i suoi dolci vizi alla corte del re (Frau Wirtin hat auch einen Grafen), regia di Franz Antel (1968)
- L'ultimo mercenario (Die grosse Treibjagd), regia di Dieter Müller, Mel Welles (1968)
- I diavoli della guerra, regia di Bitto Albertini (1969)
- Femmine carnivore (Die Weibchen), regia di Zbyněk Brynych (1970)
- Cronaca erotica di una coppia (Chronique d'un couple), regia di Roger Coggio (1971)
- Boccaccio, regia di Bruno Corbucci (1972)
- Quante volte... quella notte, regia di Mario Bava (1972)
- Gli amici degli amici hanno saputo, regia di Fulvio Marcolin (1973)
- Le dolci zie, regia di Mario Imperoli (1975)
- Une étrange histoire d'amour di Eric de Kuyper (1985)
- Ville à vendre, regia di Jean-Pierre Mocky (1991)

## Doppiatrici italiane
- Maria Pia Di Meo in Peccatori in blue-jeans, Lettere di una novizia
- Fiorella Betti in Le donne sono deboli
- Melina Martello in Quante volte... quella notte